# Tadarida niangarae
Tadarida niangarae — вид кажанів родини молосових.

## Середовище проживання
Цей маловідомий вид був зібраний у Демократичній Республіці Конго поблизу кордону з Суданом). На даний час неясно чи голотип був зібраний в савані чи у вологих тропічних лісах.

## Стиль життя
Судячи з усього, було повідомлено про лаштування сідала в дуплах дерев.